# Bryggen
Bryggen  (norueguês para cais), também conhecido como Tyskebryggen (alemão para Cais), é uma série de edifícios comerciais hanseáticos do lado oriental do fiorde de entrada em Bergen, Noruega. Bryggen é desde 1979, na lista da UNESCO de Património Mundial Cultural.
A cidade de Bergen foi fundada por volta de 1070 dentro dos limites originais de Tyskebryggen. Por volta de 1350, uma Kontor (feitoria) da Liga Hanseática foi ali estabelecido, e Tyskebryggen tornou-se o centro de atividades comerciais hanseáticas, na Noruega. Hoje, Bryggen possui casas, museus, lojas, restaurantes e pubs.

## História
Bergen foi estabelecido antes 1070 d.c.  "Na Idade Média, Bryggen engloba todos os edifícios entre a estrada  (Øvregaten) e o oceano, a partir de Holmen, no Norte, para Vågsbunnen no Sul do país". Dentro desta área, a cidade foi fundada, de acordo com as Sagas, diz a enciclopédia Store Norske Leksikon.
Um dos primeiros pier construídos, foi datado em torno de 1100 d.c, diz Store Norske Leksikon. Os edifícios existentes são de uma data posterior. "Só Schøtstuene e os edifícios para Julehuset [parte de Holmedalsgården], são originais, de 1702", de acordo com o guia de Thomas De Ridder.
Por volta de 1350 um escritório da Liga Hanseática foi estabelecido ali. Como a cidade desenvolveu-se num importante centro de comércio, os cais foram melhorados. Os edifícios de Bryggen foram gradualmente tomado pelos comerciantes hanseáticos. Os armazéns estavam cheios de mercadorias, particularmente bacalhau do norte da Noruega, e de cereais da Europa.
Em 1702, os imóveis pertencentes à Liga Hanseática foram danificados pelo fogo. Eles foram reconstruídos, e alguns deles mais tarde destruídos, e outros consumidos pelo fogo. Em 1754, as operações do escritório de Bryggen, acabou "quando todas as propriedades foram transferidas para cidadãos noruegueses".
Ao longo da história, Bergen tem experimentado muitos incêndios, uma vez que, tradicionalmente, a maioria das casas eram feitas de madeira. Outro caso de incêndio em Bryggen,  onde os mais velhos cais, armazéns e edifícios administrativos foram incendiados, cerca de 1702. Atualmente, apenas um quarto reside de construções antigas, o resto é predominante de estruturas jovens, apesar de existirem algumas adegas de pedra que datam do século XV.
As peças de Bryggen foram destruídas em um incêndio em 1955. Após treze anos de escavação arqueológica, foi revelando inscrições rúnicas, conhecidas como as inscrições de Bryggen. O museu de Bryggen foi construído em 1976, na parte do sítio não atingida pelo fogo. 

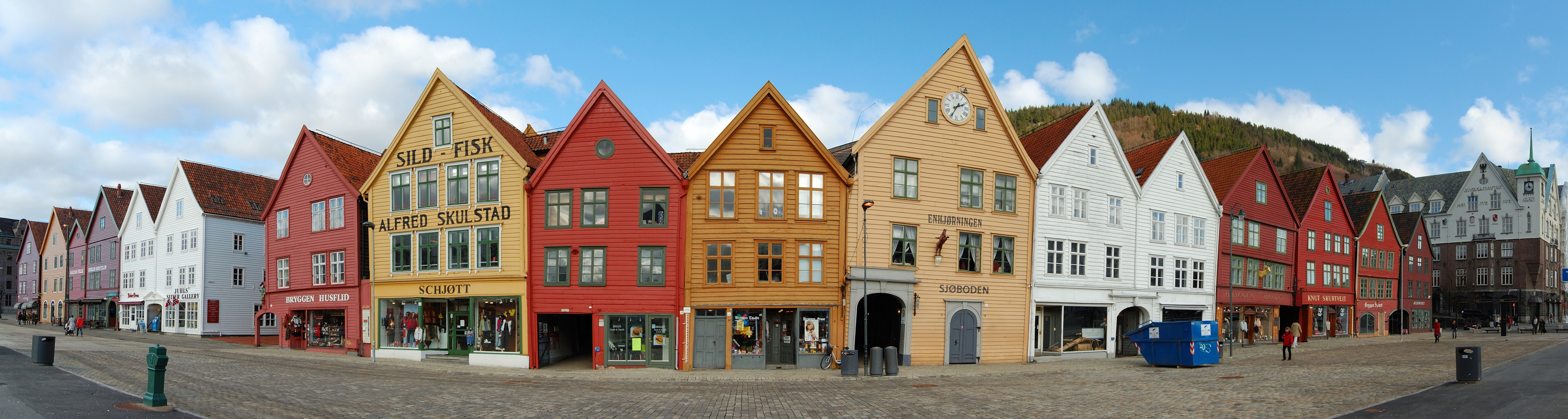
Panorama de Bryggen

## Património arquitectónico
Bryggen foi classificado pela UNESCO um Património Mundial da humanidade em 1979, pelo Critério (iii): Bryggen assume os traços da organização social e ilustra o uso do espaço em um quarto de comércios hanseáticos, que remonta ao século XIV. Ele é um tipo 'fondaco" do norte, sem igual no mundo, onde as estruturas têm se mantido dentro da paisagem urbana e perpetuar a memória de um dos mais antigos grandes portos comerciais do Norte da Europa.
Notáveis casas em Bryggen incluem Bellgården (um de 300 anos de construção), Svensgården, Enhjørningsgården, Bredsgården, Bugården, Engelgården. O mais antigo e o edifício mais alto na região é a Igreja de Santa Maria. Ruas incluem Jacobsfjorden. Os Museus incluem o Museu Bryggens e Museu Hanseático e Schøtstuene.